# José Moreno Sánchez
José Moreno Sánchez (* 18. November 1993 in Ossa de Montiel) ist ein spanischer Bahnradsportler, der auf Kurzzeitdisziplinen spezialisiert ist.

## Sportliche Laufbahn
2011 wurde José Moreno europäischer Vize-Europameister im 1000-Meter-Zeitfahren. Bis einschließlich 2022 wurde er mindestens 16 Mal spanischer Meister in den Disziplinen Sprint, Keirin, Teamsprint und Zeitfahren. Regelmäßig startete er bei UCI-Bahn-Weltmeisterschaften.

## Erfolge
2011
- Junioren-Europameisterschaft – 1000-Meter-Zeitfahren

2012
- Spanischer Meister – Sprint, Teamsprint (mit Sergio Aliaga und Juan Peralta), 1000-Meter-Zeitfahren

2013
- Spanischer Meister – Teamsprint (mit Sergio Aliaga und Juan Peralta)

2014
- Spanischer Meister – 1000-Meter-Zeitfahren, Teamsprint (mit Sergio Aliaga und Juan Peralta)

2015
- Spanischer Meister – 1000-Meter-Zeitfahren, Keirin

2016
- Spanischer Meister – 1000-Meter-Zeitfahren

2017
- Spanischer Meister – 1000-Meter-Zeitfahren, Keirin

2018
- Spanischer Meister – 1000-Meter-Zeitfahren

2019
- Spanischer Meister – Sprint, Keirin, 1000-Meter-Zeitfahren

2022
- Spanischer Meister – Keirin

2023
- Spanischer Meister – Sprint

2024
- Spanischer Meister – Sprint, Keirin